# Masud Rayaví
Masud Rayaví (18 de agosto de 1948-desaparecido el 13 de marzo de 2003) fue uno de los dos líderes de la Organización de los Muyahidines del Pueblo de Irán (MEJ), junto a su mujer Mariam Rayaví. Después de dejar Irán en 1981, vivió en Francia e Irak. Desapareció durante la invasión de Irak de 2003 y desde entonces se desconoce si se encuentra con vida. Rayaví fue declarado prófugo por Irak desde 2010 por su participación en crímenes de lesa humanidad.

## Biografía
Rajavi se unió al MEJ cuando tenía 20 años de edad y era estudiante de derecho en la Universidad de Teherán. Se graduó en derecho político. Rajavi y el MEJ se opusieron activamente a Mohammed Reza Pahleví y participó en la revolución iraní de 1979.

## Carrera política
Durante el mandato de la dinastía Pahleví, Rayaví fue arrestado por la SAVAK y sentenciado a muerte. Su hermano Kazem Rayaví, junto co varios abogados y académicos suizos, realizaron presión al gobierno. Como resultado, su sentencia fue reducida a cadena perpetua. Fue liberado durante la revolución iraní en 1979. Después de salir de la cárcel, Rayaví asumió el liderazgo del MEJ.
Fue candidado presidencial por esta organización en las primeras elecciones presidenciales del país en 1980, con el apoyo de la Organización de Guerrillas Fedai, del Frente Democrático Nacional, del Partido Democrático del Kurdistán Iraní, de Komala y de la Liga de Socialistas Iraníes. El ayatolá Jomeiní intervino directamente para descalificar a Rayabí de participar en los comicios. Jomeiní declaró que «aquellos que no respaldaran la Constitución de la República Islámica de Irán, no son considerados dignos de confianza para que cumplan con obedecerla».
En 1981, Jomeiní destituyó al entonces presidente Abolhasán Banisadr y ordenó una nueva ola de arrestos y ejecuciones en todo el país. Como reacción, Rayaví y Banisadr decidieron emprender el rumbo a París desde la base aérea del MEJ en Teherán
. En 1986, fue expulsado de Francia y se trasladó a Irak gracias a un acuerdo por el dictador Sadam Husein, quien le permitió al MEJ instalar una base en la frontera iraní durante la guerra Irán-Irak.

### Historia electoral
| Año  | Elección                     | Votos   | %      | Rango  | Notas            |
| ---- | ---------------------------- | ------- | ------ | ------ | ---------------- |
| 1979 | Convención constitucional    | 297,707 | 11.78  | 12.º   | Perdió           |
| 1980 | Presidencial                 | –       | –      | –      | Se retiró        |
| 1980 | Parlamentaria                | 531,943 | 24.9   | 38.º   | A segunda vuelta |
| 1980 | Segunda vuelta parlamentaria | 375,762 | Perdió | Perdió | Perdió           |

## Familia
Rajavi se casó con su camarada del MEK Ashraf Rabiei en el verano de 1980. Rabiei era viuda de otro miembro del MEK asesinado en 1976, Ali-Akbar Nabavi-Nuri, con quien se casó en 1975.
Su segunda mujer fue Firouzeh Banisadr, hija de Abolhassan Banisadr. Su matrimonio tuvo lugar en octubre de 1982 y la pareja se divorció en 1984.
Rajavi se casó con Maryam Qajar Azodanlu (posteriormente conocida como Maryam Rajavi) en 1985, quien estaba ya casada con uno de sus camaradas más cercanos, Mehdi Abrishamchi, de quien se divorció para casarse con Rajavi. Tuvieron un hijo, Mostafa y una hija, Achraf.

## Orden de arresto y desaparición
En 2005, un agente de la Unión Patriótica de Kurdistán pidió el arresto de Rajavi basado en la evidencia documental de su organización acerca de su implicación en crímenes de lesa humanidad. En julio de 2010, el Alto Tribunal Penal Iraquí emitió un orden de arresto para 39 miembros de MEK, incluyendo a Masud Rajavi, por crímenes de lesa humanidad cometidos durante la represión a las revueltas de 1991. El tribunal los procesó en 2007, cuando el fiscal jefe declaró que había fuerte evidencia para el caso, incluyendo cintas de vídeo que mostraban a dirigentes de MEK junto a oficiales de alto rango del Servicio de Inteligencia Iraquí y recibiendo dinero para implementar órdenes.
Tras la invasión estadounidense de Irak, Masud Rajavi desapareció. En su ausencia, Maryam Rajavi ha supuesto sus responsabilidades como líder del MEK. En 2011 NCRI posteó un artículo que afirmaba que Rajavi estaba "escondiéndose" pero aquello no ha sido independientemente verificado. El 6 de julio de 2016, en una gran reunión de miembros de MEK en París, el antiguo jefe de la agencia de inteligencia de Arabia Saudí, Turki bin Faisal Al Saud, se refirió a Rajavi como el "difunto Masud Rajavi" dos veces en un discurso.